# Malva punctata
Mauve ponctuée, Lavatère ponctuée
 (juin 2024).
Si vous disposez d'ouvrages ou d'articles de référence ou si vous connaissez des sites web de qualité traitant du thème abordé ici, merci de compléter l'article en donnant les références utiles à sa vérifiabilité et en les liant à la section « Notes et références ».
Espèce
Malva punctata, la Mauve ponctuée ou Lavatère ponctuée, est une espèce de plantes herbacées de la famille des Malvaceae. Cette espèce est particulièrement appréciée pour ses fleurs attrayantes et ses propriétés médicinales.

## Description
Malva punctata est une plante vivace pouvant atteindre une hauteur de 30 à 100 cm. Ses tiges sont dressées, souvent ramifiées et couvertes de poils doux.
Les feuilles, alternes et pétiolées, sont profondément lobées et présentent une surface légèrement rugueuse.
Les fleurs, qui apparaissent de juin à septembre, sont généralement de couleur rose à pourpre avec des stries plus sombres, et mesurent environ 3 à 5 cm de diamètre. Elles se distinguent par leur forme typique de mauve et sont regroupées en inflorescences axillaires.

## Habitat et répartition
La Mauve ponctuée est originaire des régions méditerranéennes et est largement répandue dans toute l'Europe du Sud, l'Asie occidentale et l'Afrique du Nord. Elle préfère les sols bien drainés et se trouve souvent dans les terrains vagues, les bords de chemins et les prairies.

## Systématique
Le nom correct complet (avec auteur) de ce taxon est Malva punctata (All.) Alef..
L'espèce a été initialement classée dans le genre Lavatera sous le basionyme Lavatera punctata All..
Ce taxon porte en français les noms vernaculaires ou normalisés suivants : Lavatère ponctuée,,, Mauve ponctuée.
Malva punctata a pour synonymes :
(homotypiques)
- Althaea punctata (All.) Kuntze in Revis. Gen. Pl. 1: 66 (1891)
- Lavatera punctata All. in Auct. Fl. Pedem.: 26 (1789)

(hétéroptypiques)
- Althaea biennis (M.Bieb.) Kuntze in Revis. Gen. Pl. 1: 66 (1891)
- Lavatera biennis M.Bieb. in Tabl. Prov. Mer Casp.: 116 (1798)
- Olbia deflexa Moench in Suppl. Meth.: 200 (1802)

## Utilisations
- Usages médicinaux :

Malva punctata est connue pour ses propriétés émollientes et anti-inflammatoires. Les feuilles et les fleurs sont utilisées en phytothérapie pour traiter divers troubles tels que les inflammations de la peau, les maux de gorge et les problèmes digestifs. Elles peuvent être consommées sous forme de tisane ou appliquées en cataplasme.
- Usages culinaires :

Les jeunes feuilles et les fleurs de la Mauve ponctuée peuvent être ajoutées aux salades ou utilisées comme légumes cuits. Elles sont riches en vitamines et minéraux, notamment en vitamine C.

## Culture
Malva punctata est relativement facile à cultiver. Elle préfère une exposition ensoleillée à mi-ombre et un sol bien drainé. La plante peut être semée directement en pleine terre au printemps ou en automne. Une fois établie, elle nécessite peu d'entretien, bien que des arrosages réguliers pendant les périodes sèches soient bénéfiques.

## Propriétés écologiques
Cette plante joue un rôle important dans les écosystèmes locaux en fournissant de la nourriture pour divers pollinisateurs, notamment les abeilles et les papillons. En raison de sa résistance et de sa capacité à coloniser différents types de sols, elle contribue également à la stabilisation des sols et à la prévention de l'érosion.

## Conservation
Malva punctata n'est pas actuellement considérée comme une espèce en danger. Cependant, comme pour de nombreuses plantes sauvages, la préservation de son habitat naturel est cruciale pour assurer sa survie à long terme.